# Lehmonsaari (ö, lat 62,67, long 29,84)
Lehmonsaari är en ö i Finland. Den ligger i Pielis älv och i kommunen Kontiolax i den ekonomiska regionen  Joensuu ekonomiska region  och landskapet Norra Karelen, i den sydöstra delen av landet, 400 km nordost om huvudstaden Helsingfors. Öns area är 9,3 hektar och dess största längd är 0,7 kilometer i sydöst-nordvästlig riktning.